# Litewscy posłowie do Parlamentu Europejskiego 2004–2009
Litewscy posłowie VI kadencji do Parlamentu Europejskiego (od 20 lipca 2004) zostali wybrani 13 czerwca 2004.

## Lista według przynależności do grup

### Grupa Europejskiej Partii Ludowej (Chrześcijańscy Demokraci) i Europejskich Demokratów
Wybrani z listy Związku Ojczyzny
- Laima Liucija Andrikienė
- Vytautas Landsbergis

### Grupa Socjalistyczna w Parlamencie Europejskim
Wybrani z listy Litewskiej Partii Socjaldemokratycznej
- Justas Vincas Paleckis
- Aloyzas Sakalas

### Grupa Porozumienia Liberałów i Demokratów na rzecz Europy
Wybrani z listy Partii Pracy
- Šarūnas Birutis
- Danutė Budreikaitė
- Arūnas Degutis
- Jolanta Dičkutė
- Ona Juknevičienė

Wybrani z listy Związku Liberałów i Centrum
- Eugenijus Gentvilas
- Margarita Starkevičiūtė

### Grupa Unii na rzecz Europy Narodów
Wybrany z listy Związku Partii Chłopskiej i Nowej Demokracji
- Gintaras Didžiokas

Wybrany z listy Partii Liberalno-Demokratycznej
- Eugenijus Maldeikis, poseł do PE od 18 maja 2006

### Byli posłowie VI kadencji do PE
- Rolandas Pavilionis (wybrany z listy LDP) do 10 maja 2006, zgon